# 三好十郎
三好 十郎（みよし じゅうろう、1902年4月23日 - 1958年12月16日）は、昭和初期から終戦後の復興期にかけて活動した劇作家、詩人、小説家。

## 来歴
佐賀県佐賀市八戸町生まれ。戸籍上は父の兄の子で、旧姓は森。孤児として育つ。4歳で三好家の養子になり、12歳で両親と育ててくれた祖母を失う。旧制佐賀中学校（現・佐賀県立佐賀西高等学校）を経て、早稲田大学英文科卒業。早稲田大学在学中の1924年（大正13年）に「早稲田文学」に詩「雨夜三曲」など五篇を発表してデビュー。サンジカリズムからマルクス主義に接近。壺井繁治らと左翼芸術同盟を結成し、ナップの下部組織プロット（日本プロレタリア劇場同盟）に属して、プロレタリア劇の作家として活動。その後、左翼的な活動に疑問を覚えたとしてプロットを離脱。PCL（東宝の前身の一つ）にシナリオライターとして4年間在籍した。
1928年9月20日、処女脚本『首を切るのは誰だ』を報知講堂、左翼劇場第2回公演で初演。1940年3月23日-4月11日、『浮標』を築地小劇場、新築地劇団で初演、『文学界』1940年6月号-8月号に戯曲として発表。転向期の作品として評価された。
戦後は、近代の既成文学全般への批判を貫き、無頼派の一人といわれる。進歩的文化人を痛罵した評論集『恐怖の季節』も話題を呼ぶ。
1948年（昭和23年）6月、『別冊人間』に「その人を知らず」を掲載。同月22日、三越劇場で同作品を初演。
1951年（昭和26年）9月、雑誌『群像』にゴッホを描いた「炎の人」を発表、初演は9月16日-9月28日新橋演舞場、劇団民芸。10月-11月、12月三越劇場で再演。第3回読売文学賞戯曲賞を受賞した。ゴッホは徹頭徹尾「貧乏人の画家」であると評し、生涯愛した画家であった。
「彦六大いに笑ふ」「斬られの仙太」など映画化された作品も多く、1951年に東映で製作された『拳銃地獄』は三好の「肌の匂い」が原作である。
1958年、肺結核で死去した。
2001年4月23日・24日、NHK教育テレビジョンにて「吉本隆明がいま語る・炎の人・三好十郎」が放映され、詩人・思想家・文芸批評家の吉本隆明と三月書房（京都市）の宍戸恭一らが三好十郎の生涯と作品を論じた。

## 著書
- 『炭塵』中央公論社　1931
- 『斬られの仙太 天狗外伝』ナウカ社　1934
- 『妻恋行 他三篇　リアリズム文学叢書』文学案内社　1937
- 『戯曲三日間』桜井書店　1943
- 『夢たち 戯曲』桜井書店　1943
- 『崖　三好十郎戯曲集』桜井書店、1946
- 『獅子 三好十郎戯曲集』桜井書店　1948
- 『その人を知らず』中央公論社　1948
- 『やまびこ』柊書房　1948　新戯曲文庫
- 『胎内』世界評論社　1949
- 『恐怖の季節 現代日本文学への考察』作品社　1950
- 『肌の匂い』早川書房　1950
- 『炎の人 ゴッホ小伝』河出書房・市民文庫　1951　のち講談社文芸文庫、ハヤカワ演劇文庫
- 『三好十郎作品集』全4巻　河出書房、1952

第1巻 (浮標)　のちハヤカワ演劇文庫
第2巻 (その人を知らず)
第3巻 (炎の人)
第4巻 (冒した者)
- 『美しい人』ダヴィット社　1953
- 『日本および日本人 抵抗のよりどころは何か』光文社　1954　考える世代とともに
- 『破れわらじ』宝文館・ラジオ・ドラマ新書　1954
- 『樹氷』宝文館・ラジオ・ドラマ新書　1955
- 『三好十郎著作集』三好十郎著作刊行会 1961　3巻を刊行
- 『三好十郎の仕事』全3巻別巻1 学芸書林　1968
- 『定本三好十郎全詩集』永田書房　1970
- 『三好十郎日記』五月書房　1974
- 『三好十郎の手帳』大武正人編集　金沢文庫　1974
- 『知識人は信頼できるか』東京白川書院　1979
- 『新劇はどこへ行ったか』東京白川書院　1980

### 翻訳
- ライダー・ハッガード『不死の女王』アルス・ポピュラアー・ライブラリー　1925
- ニコル『バイロン』新潮社・文豪評伝叢書　1926

## 註
1. ↑  誕生日には複数の記述があり、戸籍上は4月21日、自筆の年譜では4月23日、小学校の学籍簿では3月25日となっている。
2. ↑  岩波書店編集部 編『近代日本総合年表 第四版』岩波書店、2001年11月26日、367頁。ISBN 4-00-022512-X。
3. ↑  “拳銃地獄”.   KINENOTE. 2020年11月17日閲覧。